# Journal of Chemical Theory and Computation
Journal of Chemical Theory and Computation (usualmente abreviada como J. Chem. Theory Comput. o simplemente JCTC.) es una revista científica revisada por iguales, publicada desde 2005 por la American Chemical Society y de periodicidad mensual. Journal of Chemical Theory and Computation está actualmente indexada y se pueden ver resúmenes de sus artículos en: CAS, SCOPUS, British Library, Web of Science y otras bases de datos químicas.
Los actuales coeditores son William L. Jorgensen, de la universidad de Yale, y Gustavo E. Scuseria, de la universidad de Rice, Houston.
Journal of Chemical Theory and Computation se centra en las áreas de investigación propias de la Química teórica: nuevas teorías, metodología y aplicaciones importantes sobre estructura electrónica cuántica, dinámica molecular y mecánica estadística. Algunos temas específicos de estudio son: mecánica cuántica, teoría del funcional de densidad, diseño y propiedades de nuevos materiales, ciencia de superficies, simulaciones Monte Carlo, modelos de solvatación, cálculos sobre mecánica cuántica/mecánica molecular, predicción de la estructura biomolecular, y dinámica molecular en el más amplio sentido incluyendo dinámica de la fase gaseosa. 
El más reciente factor de impacto de la revista es 5.498 (2014). ocupando la 27.ª posición entre las de su categoría.

## Artículos más citados
Entre los artículos publicados por esta revista, destacan como más citados las contribuciones de Yan Zhao y Donald G. Truhlar sobre teoría del funcional de densidad: